# Derolus blaisei
Derolus blaisei là một loài bọ cánh cứng trong họ Cerambycidae.